# Evil Woman
«Evil Woman» (рус. Злая женщина) — песня, написанная группой Crow из Миннеаполиса и изданная в 1969 году на альбоме Music. Кавер-версия в 1970 году была выпущена группой Black Sabbath как их первый сингл. Также композиция была выпущена на их дебютном альбоме Black Sabbath в 1970 году.
Несмотря на выпуск сингла «Evil Woman» в США, композиция была исключена из американского издания альбома Black Sabbath и заменена на композицию «Wicked World». Впервые официальный релиз этой композиции в США состоялся в 2002 году на сборном альбоме Symptom of the Universe: The Original Black Sabbath 1970—1978.
Песня занимает 9-е место в списке лучших каверов по версии журнала Metal Hammer.